# استودیوی یادگیری عمیق
استودیوی یادگیری عمیق (به انگلیسی: Deep Learning Studio) ابزار نرم‌افزاری است که هدف آن ساده کردن ایجاد مدل‌های یادگیری عمیق است که در هوش مصنوعی استفاده می‌شود. این نرم‌افزار با تعداد زیادی از نرم‌افزار متن‌باز که در شبکه عصبی مصنوعی استفاده می‌شوند، از جمله MXNet و گوگل TensorFlow سازگار است.
قبل از انتشار Deep Learning Studio در ژانویه ۲۰۱۷، تخصص در پایتون، در بین سایر زبانهای برنامه‌نویسی، در ایجاد مدلهای مؤثر یادگیری عمیق ضروری بود. Deep Learning Studio سعی در ساده‌سازی فرایند ایجاد مدل از طریق روابط بصری، drag-and-drop و استفاده از مدل‌های یادگیری از قبل آموزش دیده بر روی داده‌های موجود دارد.
Irving، شرکت Deep Cognition Inc مبتنی بر TX، توسعه دهنده Deep Learning Studio است. در سال ۲۰۱۷، این نرم‌افزار اجازه داد Deep Cognition به عنوان نامزد نهایی بهترین نوآوری در یادگیری عمیق در جوایز Alconics، که سالانه به بهترین نرم‌افزار هوش مصنوعی اعطا می‌شود، تبدیل شود.
Deep Cognition نسخه ۲٫۰ استودیوی Deep Learning را در کنفرانس GTC 2018 NVIDIA در San Jose, CA راه اندازی کرد.
Fremont، تأمین کننده محصولات محاسباتی مستقر در CA , Exxact Corp رایانه‌های دسکتاپی را فراهم می‌کند که به‌طور خاص برای رسیدگی به بارهای Deep Learning Studio ساخته شده‌اند.

## ویژگی‌ها
Deep Learning Studio در دو نسخه Desktop و Cloud موجود است که هر دو نرم‌افزار رایگان هستند. نسخه دسک تاپ در ویندوز و اوبونتو موجود است. نسخه Cloud در پیکربندی‌های یک کاربر و چند کاربر موجود است. برای دسترسی به نسخه Cloud به حساب Deep Cognition نیاز است. ثبت نام حساب رایگان است.
Deep Learning Studio می‌تواند مدل‌های موجود Keras را وارد کند. همچنین یک مجموعه داده را به عنوان ورودی می‌گیرد.
ویژگی AutoML Deep Learning Studio امکان تولید خودکار مدل‌های یادگیری عمیق را فراهم می‌کند. کاربران پیشرفته تر ممکن است تصمیم بگیرند مدل‌های خود را با استفاده از انواع مختلف لایه‌ها و شبکه‌های عصبی تولید کنند.
Deep Learning Studio همچنین دارای کتابخانه ای از loss function و بهینه‌سازها برای استفاده در تنظیم hyperparameter است، یک منطقه به‌طور محلی پیچیده در برنامه‌نویسی شبکه عصبی.
مدلهای تولید شده را می‌توان با استفاده از CPU یا GPU آموزش داد. سپس می‌توان از مدل‌های آموزش دیده برای تجزیه و تحلیل پیش‌بینی استفاده کرد.
Deep Learning Studio به عنوان یک ابزار یادگیری عمیق کاربر پسند ارایه شده‌است.